# 假多色马先蒿
假多色马先蒿（学名：Pedicularis pseudoversicolor）为列当科马先蒿属的植物，是中国的特有植物。分布于中国大陆的云南等地，生长于海拔4,300米至4,500米的地区，常生长在高山草坡上，目前尚未由人工引种栽培。